# لوراین کراپ
لوراین کراپ (به انگلیسی: Lorraine Crapp) (زادهٔ ۱ اکتبر ۱۹۳۸) شناگر اهل استرالیا است.